# Evidentialism
Evidentialism är en filosofisk term som framhåller att det endast är rationellt att tro sådant som det finns goda skäl att hålla för sant. Exempelvis framhåller evidentialisterna att om det inte finns några goda skäl för Guds existens, och några goda skäl emot, så är det inte är rationellt att tro att Gud existerar.